# Limosina terrestris
Limosina terrestris är en tvåvingeart som beskrevs av Papp 1979. Limosina terrestris ingår i släktet Limosina och familjen hoppflugor. Inga underarter finns listade i Catalogue of Life.